# Wavel Ramkalawan
Wavel Ramkalawan (Mahé, 15 maart 1961) is een Indo-Seychels politicus en anglicaans priester. Sinds 26 oktober 2020 is hij president van de Seychellen. Eerder was hij oppositieleider in de Assemblée Nationale van 1998 tot 2011 en van 2016 tot 2020.
Bij de Seychelse presidentsverkiezingen van 2020 behaalde Ramkalawan 54,91% van de stemmen. Hij versloeg hiermee zittend president Danny Faure (43,51%) en oud-minister van Toerisme Alain Saint-Ange (1,58%). Zijn running mate Ahmed Afif werd vicepresident.